# Ladeburg (Saksen-Anhalt)
Ladeburg is een plaats in de Duitse deelstaat Saksen-Anhalt, en maakt sinds het 1-1-2005 deel (Ortsteil) uit van de stad Gommern in de Landkreis Jerichower Land. Tot die datum was Ladeburg een zelfstandige gemeente.
Ladeburg telt 320 inwoners.